# 산리오 남자
《산리오 남자》(サンリオ男子)은 '미남, 연애, 청춘 스토리'를 주제로 한 산리오의 다매체 기획 작품이다. 현재는 트위터, 만화, 게임, TV 애니메이션을 포함하도록 확장되었다.
공식 약칭은 〈에스남(えすだん)〉이다. 우리말 녹음은 KBS Kids에서 《퓨로 보이즈》(영어: Puro Boys)라는 이름으로 2018년 7월 25일부터 8월 29일까지 매주 수요일 밤 9시 20분에 방영되었다.

## 등장인물
- 하세가와 코타 (長谷川 康太)

성우 : 에구치 타쿠야/
성우(유년기) : 사이토 아야/
4월 15일생 / A형 / 2학년 3반 / 수예부 / 신장 : 171cm
좋아하는 캐릭터는 폼폼푸린. 할머니(성우 : 이치죠우지 유우키/강시현)가 준 폼폼푸린 인형을 아끼다가 할머니가 돌아가시자 그 일을 부끄러워하며 숨기게 되었다. 그 때, 같은 학년의 미즈노 유우가 부끄러워하지 않고 산리오 캐릭터의 소품을 갖고 있는 것에 놀랐고, 폼폼푸린을 좋아하는 자신을 긍정하게 된다.
- 미즈노 유우 (水野 祐)

성우 : 사이토 소우마/
성우(유년기) : 마츠다 리사에
7월 17일생 / A형 / 2학년 4반 / 수예부 / 신장 : 175cm
좋아하는 캐릭터는 마이멜로디. 부모가 맞벌이이어서 동생을 홀로 돌봤으며 여동생이 좋아하는 마이멜로디 잡화를 사용하게 되었다. 사춘기의 동생과의 관계에 고민하고 있었지만, 코타와 친구가 되며 정면으로 마주 볼 수 있게 됐다. 틈 있으면 여자로 마이멜로디가 좋아하는 것을 어필하려고 하지만 본성은 잘 돌본다.
- 요시노 슌스케 (吉野 俊介)

성우 : 오오스카 쥰/
성우(유년기) : 이케다 미사키
6월 7일생 / AB형 / 2학년 4반 / 축구부 / 신장 : 180cm
좋아하는 캐릭터는 헬로키티. 축구부의 에이스 스트라이커로 자리를 정이지만 여자에게는 인기가. 자신이 좋아한다는 여자에게 어떻게 대응해야 좋을지 모르고 차갑게 대하다 코타와 유우의 상대방의 기분을 생각하라는 말을 듣고 태도를 고쳤다. 그러나 그래도 아직은 그녀를 만들 생각은 없다. 첫사랑에 헬로키티 부적을 받고 경기에 이긴 것을 계기로 키티를 승리의 여신처럼 존경하게 됐다.
- 니시미야 료 (西宮 諒)

성우 : 카구라 히로유키/
9월 16일생 / B형 / 1학년 5반 / 도서위원 / 신장 : 165cm
좋아하는 캐릭터는 리틀트윈스타(한국어판: 키키라라). 자신의 남자답지 않은 외모에 콤플렉스를 갖고 있다. 여자처럼 자란 것과 리틀트윈스타를 좋아하는 것을 수치로 생각하고 있고, 자기 혐오에 빠졌지만 세이치로에게 "무엇을 좋아하는지는 자신의 자유"라는 말을 듣고 일어섰다. 낯가림에서 친구는 많지 않지만 친한 사람에게는 어리광을 부린다.
- 미나모토 세이치로 (源 誠一郎)

성우 : 우치다 유마/
성우(유년기) : 코이치 마코토
3월 2일생 / O형 / 3학년 1반 / 궁도부 / 신장 : 182cm
좋아하는 캐릭터는 시나모롤(한국어판: 시나몬). 학생회장으로 궁도부 주장이기도 하다. 어린 시절 로란도에서 시나모롤을 언급한 추억이 잊혀지지 않아 나도 그 생각을 이해하지 못하고 있었다. 그러나 다른 산리오 남자들을 앎으로써, 시나몬에 치유되고 싶다는 자신의 마음을 받아들일 수 있게 된다.
- 아마가야 스바루 (雨ケ谷 昴)

성우 : 마츠오카 요시츠구
10월 8일생 / 1학년 3반 / 수예부 / 신장 : 174cm
좋아하는 캐릭터는 배드바츠마루. 중학 입시에 실패하면서 극성스런 어머니에게 반발하고 양키 스타일이 됐다. 배드바츠마루의 자유 분방함을 동경하고 있다. 코타와의 교류에서 어머니와의 앙금은 풀리고 있다. 내심 인정과 사이좋게 지내고 싶어하며, 응석받이로 자란 그가 마음에 들지 않아서 솔직하게 드러내지 못하고 있다.
- 스가미 나오키 (菅見 直樹)

성우 : 하타노 와타루
5월 13일생 / 29세 / 수영부 고문 / 신장 : 179cm
좋아하는 캐릭터는 케로케로케롯피. 2학년 3반의 부담임. 어린 시절 케로케로케롯피를 좋아했지만 난 그 말도 꺼내지 못했다. 그래서 산리오 캐릭터를 좋아하는 것에서 우정을 기르는 학생들을 눈부시게 생각한다.
- 마치다 야마토 (町田 大和)

성우 : 키시오 다이스케/
코타의 친구. 입 부근에 점이 있다.
- 츠치야 타다시 (土屋 正)

성우 : 스즈키 치히로/
코타의 친구. 야구부. 여친 있음.
- 미즈노 유리 (水野 由梨)

성우 : 후지타 아카네/
미즈노 유우의 여동생.
- 마츠오 토모 (松尾 智)

성우 : 후루카와 마코토
축구부 캡틴. 미나모토와는 리더라는 포지션으로도 친분이 있다. 다만 이쪽은 산리오 굿즈와는 관련이 없다.
- 조연 :

## 목소리출연
- 정주원: 하세가와 코타
- 배정미: 유년기(사이토 아야), 츠치야 타다시
- 남도형: 유년기(마츠다 리사에)
- 심승한: 요시노 슌스케
- 이경태: 니시미야 료
- 김현욱: 마치다 야마토, 미나모토 세이치로
- 강시현: 미즈노 유리,미즈노 유우의 여동생
- 이규창:무정
- 여윤미:무정

## 제작
- CG제작 - 이현구
- 포스트 프로듀서 - 김재혁
- 포스트 제작감독 - 이영진
- 각색 - 김소연
- PV제작 - 김경훈
- 번역 - 김아람
- 우리말 연출 - 한탁균
- 기획 - KBS 키즈
- 우리말 제작 - WSOUND
- 수입, 배급 - SMG홀딩스

## 방영 목록
| 회차       | 주제                | 방송 일자       |
| ---------- | ------------------- | --------------- |
| 1화        | 처음은 폼폼푸린     | 2018년 7월 25일 |
| 2화        | 비 갠 뒤의 선물     | 2018년 7월 25일 |
| 3화        | 마이 시스터 블루    | 2018년 8월 1일  |
| 4화        | 헬로 프렌즈         | 2018년 8월 1일  |
| 5화        | 부서진 장밋빛 구름  | 2018년 8월 8일  |
| 6화        | 먼 하늘 구름 위     | 2018년 8월 8일  |
| 7화        | 미라클 홀리데이     | 2018년 8월 15일 |
| 8화        | 빛나는 카프리치오   | 2018년 8월 15일 |
| 9화        | 남자들의 휴가       | 2018년 8월 22일 |
| 10화       | 꿈의 성운 배려의 별 | 2018년 8월 22일 |
| 11화       | 인 더 다크          | 2018년 8월 29일 |
| 최종화(12) | 친구의 마법         | 2018년 8월 29일 |

## 관련 서적
- 만화와 필름북

학산문화사에서 출판하고 있으며, 필름북은 한 권마다 4화씩 총 3권으로 모두 나왔고, 만화는 6권이 모두 나왔다.
- 조각 퍼즐

역시 같은 출판사에서 나왔으며, 퍼즐로는 108·150·300·500피스로 나왔다.